# Xie Siyi
Xie Siyi (chinês: 彭勃, pinyin: Péng Bó; Shantou, 28 de março de 1996) é um saltador chinês, campeão olímpico.

## Carreira
Siyi conquistou a medalha de ouro nos Jogos Olímpicos de Verão de 2020 em Tóquio na prova de trampolim 3 m sincronizado masculino, ao lado de Wang Zongyuan, após somarem 467.82 pontos. Na mesma edição, também conseguiu o ouro no trampolim 3 m individual com 558.75 pontos nos seis saltos da final.
Nas Olimpíadas de Paris de 2024, Xie ganhou o ouro novamente na prova de trampolim de 3m com uma pontuação de 543,60, superando seu compatriota, Wang Zongyuan, que ficou com a prata.